# Grobnice Kasubi
Kasubi grobnice ili Ssekabaka grobnice su grobnice kabaka (kraljeva Buganda) koje se nalaze na brdu Kasubi u Kampali, glavnom gradu Ugande.
Kružne grobnice prekrivene slamnatim krovom su otpočeli graditi kraljevi Buganda 1881. godine na kružnom lokalitetu, a nastavili su ih dodavati i drugi plemići. Ovaj lokalitet postao je važno duhovno i političko mjesto naroda Baganda, s tu su pokopana i četiri kralja Buganda:
- Muteesa I. (1835. – 1884.)
- Mwanga II. (1867. – 1903.)
- Daudi Chwa II. (1896. – 1939.)
- Sir Edward Muteesa II. (1924. – 1969.)

Zbog toga je upisan na UNESCO-ov popis mjesta svjetske baštine u Africi 2001. godine, a na popis ugroženih mjesta svjetske baštine dospio je nakon požara u 16. ožujka 2010. godine kada je izgorjela središnja građevina, grobnica Muzibu Azaala Mpanga. Izvor požara je još uvijek nepoznat, ali se dogodio u vrijeme loših odnosa između Kraljevine Buganda s vladom Ugande, čija je jedna od upravnih jedinica. Kada su kralj Bugande, Muwenda Mutebi II., i predsjednik Ugande, Yoweri Museveni, dan poslije požara, posjetili lokalitet, izbili su neredi naroda Baganda pri kojima su policajci ubili dvojicu prosvjednika, a nekoliko pro-rojalističkih novinara je uhićeno. Ipak, vlada Ugande se obvezala pomoći Kraljevstvu Buganda u obnovi uništenih grobnica. Nakon uspješne obnove, Grobnice su 12. rujna 2023. skinute s Popisa ugrožene svjetske baštine.

## Poveznice
Ostala svjetska baština u Ugandi:
- Rwenzori
- Bwindi

## Vanjske poveznice
- Royal Kasubi Tombs Destroyed in Fire  Arhivirana inačica izvorne stranice od 30. ožujka 2010. (Wayback Machine) blog (engl.) Posjećeno 25. ožujka 2011.